# Énines
Énines (en wallon Énene) est une section de la commune belge d'Orp-Jauche située en Région wallonne dans la province du Brabant wallon.
C'était une commune à part entière avant la fusion des communes de 1977, quand elle fut unie à Jauche.

## Démographie
- Sources:INS, Rem:1831 jusqu'en 1970=recensements, 1976= nombre d'habitants au 31 décembre